# Vladimir (khan)
Pour les articles homonymes, voir Vladimir.
Vladimir fut knèze des Bulgares de 889 à 893. Né sous le nom de Rassaté, il est le fils aîné de Boris Ier.

## Biographie
En 862, son père, Boris Ier de Bulgarie se convertit au christianisme et son fils Rassaté reçoit le nom de Vladimir (en slave puissance de la paix). Boris abdique en faveur de son fils aîné et se fait moine en 889.
Jaloux de la popularité de son père, Vladimir s'engage alors dans une politique contraire à celle de son père : il tente une restauration du tengrisme (religion d'origine des proto-Bulgares) et contracte des alliances contre l'Empire byzantin. En 892, il signe un traité avec le roi germain Arnulf de Carinthie contre la Grande Moravie, alliée de l'empire byzantin. Cela allait totalement à l'encontre de la politique pro-byzantine que son père avait développée depuis trente ans. Une autre mesure impopulaire fut sa tentative d'interdire le christianisme, religion des sujets grecs, slaves et valaques du premier Empire bulgare. Ces actions plurent à une partie de la noblesse proto-bulgare mais provoquèrent un mécontentement général des populations locales déjà christianisées depuis au moins trois siècles. Vladimir n'aura pas l'occasion de mener sa politique jusqu'à son terme : en effet son père quitte son monastère, revient au pouvoir en 893 et mène campagne le temps de capturer, destituer et aveugler son fils. Après l'exécution de la sentence, Boris place son troisième fils, Siméon Ier sur le trône, le menaçant du même sort en cas d'apostasie. 